# Местанса
Местанса (ісп. Mestanza) — муніципалітет в Іспанії, у складі автономної спільноти Кастилія-Ла-Манча, у провінції Сьюдад-Реаль. Населення — 796 осіб (2010).
Муніципалітет розташований на відстані близько 210 км на південь від Мадрида, 47 км на південь від Сьюдад-Реаля.
На території муніципалітету розташовані такі населені пункти: (дані про населення за 2010 рік)
- Ель-Ойо: 260 осіб
- Местанса: 496 осіб
- Соланілья-дель-Тамараль: 40 осіб

## Демографія
Динаміка населення (INE ):

## Галерея зображень

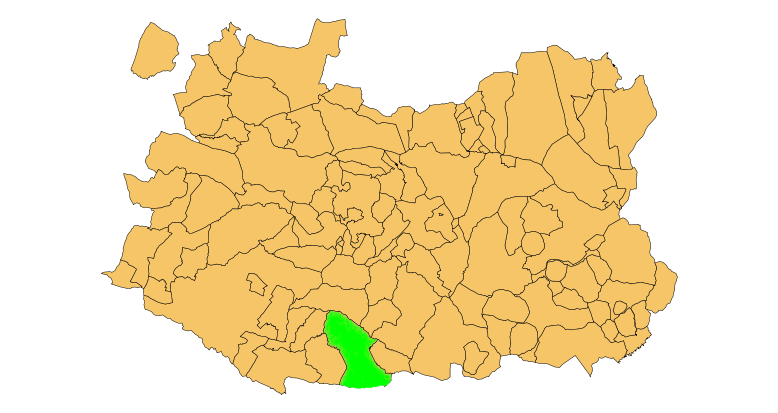
Розташування муніципалітету в провінції
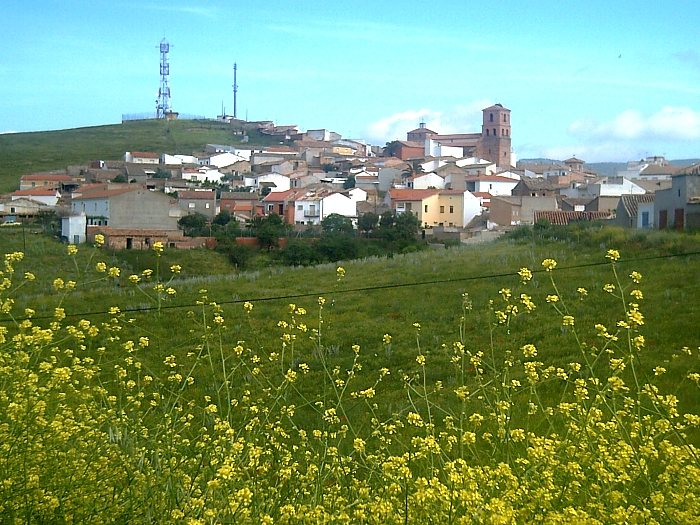
Местанса